# Superlliga Femenina de Futbol de Sèrbia
La Superlliga Femenina de Futbol de Sèrbia és la màxima categoria del campionat per a equips de futbol femení a Sèrbia. En l'actualitat la juguen vuit equips, i el campió es classifica per a la Lliga de Campions. El Masinac Nis és el equip més llaureat del campionat, mentre que el Spartak Subotica l'ha dominat des del 2011.

## Palmarès
| Edició                                         | 1r                   | 2n                  | 3r                    | 4t                    | 5è                  | 6è                   | 7è                   | 8è                  |
| Lliga de Iugoslàvia                            | Lliga de Iugoslàvia  | Lliga de Iugoslàvia | Lliga de Iugoslàvia   | Lliga de Iugoslàvia   | Lliga de Iugoslàvia | Lliga de Iugoslàvia  | Lliga de Iugoslàvia  | Lliga de Iugoslàvia |
| ---------------------------------------------- | -------------------- | ------------------- | --------------------- | --------------------- | ------------------- | -------------------- | -------------------- | ------------------- |
| 1974-75                                        | Zeljeznicar Subotica |                     |                       |                       |                     |                      |                      |                     |
| 1975-76                                        | ZNK Zagreb           |                     |                       |                       |                     |                      |                      |                     |
| 1976-77                                        | ZNK Zagreb           |                     |                       |                       |                     |                      |                      |                     |
| 1977-78                                        | ZNK Zagreb           |                     |                       |                       |                     |                      |                      |                     |
| 1978-79                                        | Sloga Zemun          |                     |                       |                       |                     |                      |                      |                     |
| 1979-80                                        | Sloga Zemun          |                     |                       |                       |                     |                      |                      |                     |
| 1980-81                                        | Sloboda Zagreb       |                     |                       |                       |                     |                      |                      |                     |
| 1981-82                                        | Dinamo Maksimir      |                     |                       |                       |                     |                      |                      |                     |
| 1982-83                                        | Zeljeznicar Sarajevo |                     |                       |                       |                     |                      |                      |                     |
| 1983-84                                        | Masinac Nis          |                     |                       |                       |                     |                      |                      |                     |
| 1984-85                                        | Masinac Nis          |                     |                       |                       |                     |                      |                      |                     |
| 1985-86                                        | Masinac Nis          |                     |                       |                       |                     |                      |                      |                     |
| 1986-87                                        | Masinac Nis          |                     |                       |                       |                     |                      |                      |                     |
| 1987-88                                        | Masinac Nis          |                     |                       |                       |                     |                      |                      |                     |
| 1988-89                                        | Masinac Nis          |                     |                       |                       |                     |                      |                      |                     |
| 1989-90                                        | Masinac Nis          | Sloga Zemun         | Dinamo Maksimir       | Jumko Vranje          | Istra Sipograd      | ZEK Pristina         | Zeljeznicar Sarajevo | ZAK Sombor          |
| 1990-91                                        | Dinamo Maksimir      |                     |                       |                       |                     |                      |                      |                     |
| Lliga de la RF Iugoslava / Sèrbia i Montenegro |                      |                     |                       |                       |                     |                      |                      |                     |
| 1991-92                                        | Masinac Nis          |                     |                       |                       |                     |                      |                      |                     |
| 1992-93                                        | Masinac Nis          |                     |                       |                       |                     |                      |                      |                     |
| 1993-94                                        | Sloga Zemun          |                     |                       |                       |                     |                      |                      |                     |
| 1994-95                                        | Masinac Nis          |                     |                       |                       |                     |                      |                      |                     |
| 1995-96                                        | Masinac Nis          |                     |                       |                       |                     |                      |                      |                     |
| 1996-97                                        | Masinac Nis          |                     |                       |                       |                     |                      |                      |                     |
| 1997-98                                        | Masinac Nis          |                     |                       |                       |                     |                      |                      |                     |
| 1998-99                                        | Masinac Nis          |                     |                       |                       |                     |                      |                      |                     |
| 1999-00                                        | Masinac Nis          |                     |                       |                       |                     |                      |                      |                     |
| 2000-01                                        | Masinac Nis          |                     |                       |                       |                     |                      |                      |                     |
| 2001-02                                        | Masinac Nis          |                     |                       |                       |                     |                      |                      |                     |
| 2002-03                                        | Masinac Nis          |                     |                       |                       |                     |                      |                      |                     |
| 2003-04                                        | Masinac Nis          |                     |                       |                       |                     |                      |                      |                     |
| 2004-05                                        | Masinac Nis          |                     |                       |                       |                     |                      |                      |                     |
| 2005-06                                        | Masinac Nis          |                     |                       |                       |                     |                      |                      |                     |
| Lliga de Sèrbia                                |                      |                     |                       |                       |                     |                      |                      |                     |
| 2006-07                                        | Napredak Krusevac    |                     |                       |                       |                     |                      |                      |                     |
| 2007-08                                        | Masinac Nis          |                     |                       |                       |                     |                      |                      |                     |
| 2008-09                                        | Masinac Nis          |                     |                       |                       |                     |                      |                      |                     |
| 2009-10                                        | Masinac Nis          |                     |                       |                       |                     |                      |                      |                     |
| 2010-11                                        | Spartak Subotica     |                     |                       |                       |                     |                      |                      |                     |
| 2011-12                                        | Spartak Subotica     |                     |                       |                       |                     |                      |                      |                     |
| 2012-13                                        | Spartak Subotica     | Napredak Krusevac   | Masinac Nis           | LASK Lazarevac        | ZFK Pozarevac       | ZFK Jagodina         | Jedinstvo Novi Becej | Nives Knjazevac     |
| 2013-14                                        | Spartak Subotica     | Napredak Krusevac   | Masinac Nis           | Crvena Zvezda Belgrad | ZFK Pozarevac       | Jedinstvo Novi Becej | Trijumf Kragujevac   | ZFK Jagodina        |
| 2014-15                                        | Spartak Subotica     | Masinac Nis         | Crvena Zvezda Belgrad | Napredak Krusevac     | ZFK Vojvodina       | Sloga Zemun          | ZFK Pozarevac        | Trijumf Kragujevac  |
| 2015-16                                        | Spartak Subotica     | Masinac Nis         | ZFK Vojvodina         | Crvena Zvezda Belgrad | ZFK Pozarevac       | Napredak Krusevac    | Sloga Zemun          | Macva Sabac         |